# Placé en garde à vue
Pour les articles homonymes, voir Garde à vue.
Placé en garde à vue est une série télévisée française en 26 épisodes de 52 minutes créée par Bernard Uzan et Didier Albert, diffusée à partir du 18 juin 1994 sur France 3, sur le nom de En garde à vue puis sur France 2 sur le nom de Placé en garde à vue et rediffusée sur La Cinquième, RTL9 et 13e rue.

## Distribution
- Serge Lama : commissaire Victor Paparel
- Laurent Gamelon : Modeste Leturc
- Frédéric Deban : Arturo Bellomo
- Sophie Carle : Charlotte
- Laure Sabardin : Justine

## Épisodes
1. Ainsi font, font, font
2. Passion aveugle
3. Garage dangereux
4. Model blues
5. Le Verrou
6. Vaudeville
7. La Terreur du philodendron
8. Le Bon Dieu sans confession
9. Qui s'y frotte, s'y pique
10. Le Cheval de retour
11. Comme il vous plaira
12. Dix ans de ma vie
13. La Mort d'un voltigeur
14. La Mort de Don Juan
15. Du sang sur les ondes
16. Chiens écrasés
17. La Loi des séries
18. La Petite Sœur
19. Frères de sang
20. Incognito
21. La Garde-malade
22. Journal intime
23. La Dame au dahlia
24. Meurtres en série
25. Requiem pour une catin
26. L'œil était dans la tombe